# Омелян
Омеля́н — християнське чоловіче ім'я. Канонічна церковна форма — Еміліян. Походить через посередництво візантійського Αιμιλιανός від лат. Aemilianus, Emilianus, давньоримського номена (родового імені), утвореного від іншого номена Aemilius, Emilius, «Емілій», й буквально означає «Еміліїв», «приналежний Емілію». Родове ім'я Aemilius походить від лат. aemulus («суперник»). Ім'я також виводять від дав.-гр. αιμύλος, αιμύλιος («підлесливий»). Заміна початкового [е] на [о] відбулася відповідно до фонетичних законів східнослов'янських діалектів (пор. грец. Ἑλένη > укр. Олена).
Святим заступником імені вважається Еміліян Кизицький, єпископ, сповідник, що присвятив своє життя поширенню християнської віри серед людей. На Русі ім'я Омелян з'явилося після становлення християнства.  
Українські зменшені форми — Омелько, Омелечко, Мілько. Іншомовні форми — Емільєн (у французькій мові), Еміліано (в італійській та іспанській мовах).  

## Іменини
- 21 січня, 20 березня, 31 липня, 20 серпня, 31 серпня.

## Відомі носії
- Омелян (Ковч) (1884—1944) — греко-католицький священник, блаженний католицької церкви.
- Бачинський Омелян (1833—1907) — український актор, режисер і антрепренер.
- Пугачов Омелян Іванович (1742—1775) — донський козацький отаман, один з керівників селянської війни на землях Російської імперії у (1773—1775).
- Сеник Омелян (1891—1941) — один з керівних членів ОУН.
- Омелян Калитовський (1855—1924) — український педагог, освітній діяч.
- Омелян Мазурик (1937—2002) — український лемківський художник.
- Омелян Проценко (1610-?) — 1653) — український військовий діяч періоду Хмельниччини, сотник.
- Омелян Пріцак (1919—2006) — американський науковець українського походження, філолог, сходознавець, історик.